# کسایی مروزی
مجدالدین ابوالحسن کسایی مروزی (زادهٔ ۳۴۱ ه‍.ق در مرو)، شاعر ایرانی در نیمهٔ دوم سده چهارم هجری و (شاید) آغاز سده پنجم هجری است. چنان‌که از نامش برمی‌آید و خود وی نیز به این امر اشاره دارد اهل مرو بود. کسایی در اواخر دورهٔ سامانیان و اوایل دوره غزنویان می‌زیسته‌است. وی شهروند نخشب (نسف، نزدیک به بخارا) بوده و ذکرش در میان شاعران نسف آمده است.

## نام و نشان
نام کسایی در چهار مقاله نظامی عروضی به‌صورت ابوالحسن کسایی آمده‌ است، و در دمیةالقصر باخرزی دو بیت از او به نام ابوالحسن مروزی نقل شده و نیز در همان کتاب از او چنین یاد شده است: «ابوالحسن علی بن محمد الکسایی المجتهد المقیم به نسف و مروزی الاصل». نوشتهٔ این دو تن که از مردم خراسان بوده و نزدیک به عصر کسایی می‌زیسته‌اند اعتبار تمام دارد، و آنچه تذکره‌نویسان سپسین نایکسان با آن نوشته‌اند قابل نقل و اعتنا نیست؛ و نیز نحوهٔ ذکر او در دمیةالقصر و لباب‌الالباب چنان است که گویا این شاعر به نام ابوالحسن مروزی یا «مروزیِ» مطلق نیز شهرت داشته است.
تاریخ زادن او را بنا بر قول خود شاعر در روز چهارشنبه ۲۷ ماه شوال سال ۳۴۱ هجری تعیین کرده‌اند و این تاریخ را در مطلع قصیدهٔ لامیهٔ خود که قسمتی از ابیات ان در دست است چنین آورده است:
| به سیصد و چهل و یک رسید نوبت سال   |  | چهارشنبه و سه روز باقی از شوال     |
| بیامدم به جهان تا چه گویم و چه کنم |  | سرود گویم و شادی کنم به نعمت و مال |

قصیده لامیه خود در اصل، سرودهٔ سراج‌الدین اوشی به زبان عربی با موضوع توحید است که به فارسی و ترکی نیز ترجمه شده.
زمان درگذشت او به‌ درستی داتسته نیست. اما از قصیده‌ای که در پنجاه سالگی خود سروده آشکار شده است که زمان مرگش بعد از سال ۳۹۰ هجری بوده است.

## مروزادگاه کسایی
مرو یا مرو شاهجان در سی فرسخی شمال شرقی سرخس و شصت فرسخی طوس از کهن‌ترین ادوار تاریخی، شهری معروف و یکی از مراکز مهم فرهنگ ایرانی بود. در دورهٔ ساسانی مرو برای دفاع از کشور در برابر هجوم ترکان اهمیت خاص داشت و یزدگرد آخرین پادشاه ساسانی، باز پسین روزهای خود را در این شهر گذرانید و در حوالی آن کشته شد. با ظهور اسلام نیز مرو اهمیت خود را حفظ کرد و مقر نایب خلافت گردید و حمله به ماوراءالنهر از آنجا انجام می‌گرفت. ابومسلم قیام خود را از آنجا آغاز کرد و در آن کاخی برای مرکز حکومت ساخت و بعدها مأمون نیز هنگامی که حاکم خراسان بود در آن کاخ اقامت داشت. اگر چه از دورهٔ طاهریان نیشابور مرکز خراسان گردید و سامانیان هم ابتدا سمرقند و بعد بخارا را پایتخت خود ساختند، با این همه مرو اهمیّت و آبادی خود را همچنان حفظ کرد. در همان روزها، در عصر کسایی در حدود العالم (تألیف شده در ۳۷۲) چنین آمده‌است: «مرو شهری بزرگ است، و اندر قدیم نشست میر خراسان آنجا بودی، و اکنون به بخاران نشیند، و جایی با نعمت است و خرم، و او را قهندز است و آن را طهمورث کرده‌است، و اندر وی کوشکهای بسیار است، و آن جای خسروان ساسانی بوده‌است؛ و اندر همه خراسان شهری نیست از نهاد [وی]».
در قرن سوم و چهارم با تشویقی که امیران سامانی از زبان فارسی و فرهنگ ایرانی می‌کردند شاعران بسیاری از این شهر باستانی برخاستند از آن میان نمونه‌هایی از اشعار مسعودی مروزی (نخستین شاهنامه‌سرای ایران)، بشار مرغزی صاحب قصیدهٔ معروف، ابونصر مرغزی، حکاک مرغزی، صفار مرغزی، طیان مرغزی، نوایحی مروزی در فرهنگ‌ها و جُنگ‌ها باقی‌مانده‌است. از معاصران کسایی هم عمارهٔ مروزی، عسجدی مروزی، و اندکی بعد ابوحنیفهٔ اسکافی مروزی بودند که شاید برخی از آنان با کسایی روابطی داشته‌اند.

## خراسان در عصر کسایی
کسایی در سال ۳۴۱ به دنیا آمد و در یک چنین محیط فرهنگی پرورش یافت، در سال‌هایی که آفتاب بخت خاندان ایرانی سامانی در سراشیب غروب بود. دورهٔ شاعری او با ایام ضعف دولت سامانی، و سلطنت چهار تن آخرین پادشاهان آن خاندان همزمان بود. در ۳۶۶ نوح بن منصور پس از مرگ پدر بر تخت نشست. او تنها سیزده سال داشت و به جای او مادرش و وزیر جوان و لایق و مقتدرش ابوالحسین عتبی ممدوح کسایی امور کشور را اداره می‌کردند. وزارت عتبی دیری نپائید و در ۳۷۲ به تحریک سرداران مخالف در کوچه به دست غلامان شاهی کشته شد. دورهٔ سلطنت نوح بن منصور به فرونشاندن شورش‌های ناراضیان گذشت و با مرگ او در ۳۸۷ قدرت سامانیان در واقع پایان گرفت. بعد از نوح دوم پسرش منصور دوم گرفتار محمود غزنوی و سرداران خود بود و سرانجام در ۱۸ صفر ۳۸۹ سرداران شورشی، او را بازداشت و نابینا کردند و برادر خردسالش عبدالملک دوم را به جای او نشاندند. در همان سال ارسلان ایلگ‌خانی (از ترکان خلُّخی) به بخارا تاخت. فقهای سنی پایداری در برابر ترکان را به عنوان اینکه اسلام آورده‌اند خلاف شرع اعلام کردند. مهاجمان بخارا را گرفتند و عبدالملک امیر تازه سال و برادرش منصور را نابینا کردند و سایر شاهزادگان سامانی را به اسارت گرفتند. در ربیع‌الاول ۳۹۱ (همان سالی که کسایی قصیده معروف پنجاه سالگی خود را سروده)، آخرین شاهزادهٔ دلاور سامانی اسماعیل بن نوح ملقب به منتصر از زندان بخارا گریخت و به قصد سرکوبی ترکان خلخی و تجدید استقلال دولت سامانی اعلام پیکار کرد. او به مدت چهار سال با گریز و آویز با ترکان ایلگ‌خانی و امرای غزنوی جنگید. اما به هنگام فرار شبی در ربیع‌الآخر ۳۹۵ به دستور ماهروی بندار به دست بهیج نام از اعراب کوچ‌نشین بیابان مرو کشته شد. تصور می‌شود مرثیهٔ معروف و سوزناک کسایی هم در سوگ همین امیر باشد:
| جنازهٔ تو ندانم کدام حادثه بود      |  | که دیده‌ها همه مصقول کرد و رخ مجروح |
| از آب دیده چو طوفان نوح شد همه مرو |  | جنازهٔ تو بر آن آب همچو کشتی نوح    |

کسایی مسلماً از ستایشگران خاندان سامانی بوده‌است. بعدها که پس از انقراض سامانیان، روزگار حال و هوای دیگری یافته، و او هم در مسیر فکری دیگری افتاده بوده‌است، از کار گذشتهٔ خود اظهار پشیمانی کرده و گفته‌است:
| به مدحت‌کردن مخلوق روح خویش بشخودم |  | نکوهش راسزاوارم که جز مخلوق نستودم |

ظاهراً اشعار مذهبی و «زهد و وعظ» مربوط به اواخر عمر اوست که خود گفته‌است:
| دست از جهان بشویم عز و شرف نجویم |  | مدح و غزل نگویم مقتل کنم تقاضا |

## شعر کسایی
دیوان کسایی که تا قرن ششم موجود بوده، بعدها از میان رفته‌است. در بارهٔ شعر او، مؤلف کتاب النقض که دیوانش را در دست داشته می‌گوید: «همهٔ دیوان او مدایح و مناقب حضرت مصطفی و آل اوست». عوفی هم می‌گوید: «اکثر اشعار او در زهد و وعظ است، و در مناقب اهل بیت نبوت». اشعار مذهبی او بیش از جنبهٔ شعری، از نظر تاریخ اجتماعی ایران و پیشینهٔ انتشار شیوه‌های گونه‌گون فکری در خراسان اهمیت دارد، اما جلوهٔ اصلی شاعری او که در طول قرن‌ها مایهٔ اشتهار شاعر گردیده از آنجاست که کسایی نقاش چیره‌دست طبیعت است و وصف‌های روشن و جاندار با تشبیهات ساده و لطیف و دلنشین او را در شعر کهن فارسی بلندآوازه ساخته‌است.
گفته می‌شود که کسایی پیرو رودکی و پیشرو ناصرخسرو است. در زادگاه کسایی در مرو که در قلمرو سامانیان بود، روزی که کسایی چشم به جهان و لب به سخن گشود سروده‌های رودکی زبان به زبان می‌گشت و طبیعی است که شاعر ما از کودکی باز با شعر و غزل او انس یافته باشد و بعدها هم او را «استاد شاعران جهان» بشمارد و خود را صد یک وی و سزاوار خاک کف پای او هم نشمارد و بگوید:
| رودکی استاد شاعران جهان بود |  | صد یک از وی تویی کسایی؟ پرگست |
| خاک کف پای رودکی نسزی تو    |  | گر بشوی گاو هم بخایی برغست    |

جای دیگر هم خود را افتخار مرو، اما در مقابل رودکی را افتخار جملهٔ جهان می‌شناسد:
| زیبا بود ار مرو بنازد به کسایی |  | چونانکه جهان جمله به استاد سمرقند |

مقایسهٔ اشعاری با وزن و قافیه‌های مشترک در آثار موجود آن دو می‌رساند که کسایی بسیاری از قصیده‌های خود را به استقبال قصاید رودکی سروده بوده‌است. از آن جمله قصیدهٔ معروف رودکی «مرا بسود و فرو ریخت هر چه دندان بود…» را استقبال کرده و در آن گفته‌است:
| به وقت دولت سامانیان و بلعمیان |  | چنین نبود جهان با بها و سامان بود |

بعد از کسایی هم ناصرخسرو که به اعتباری همشهری کسایی شمرده می‌شد و نیم قرن بعد از او می‌زیست از کسایی پیروی کرده، و بیشتر قصاید خود را به استقبال کسایی با به اصطلاح در جواب او سروده و از آن میان یازده قصیدهٔ او هم وزن و هم قافیه با آثار بازمانده از کسایی است که در پایان برخی از آن‌ها از کسایی نام برده‌است؛ و این معارضهٔ ناصرخسرو با کسایی قطعاً به سبب مدایح یا غزل‌های او نبوده بلکه به این سبب است که او هم مثل کسایی شعر را وسیلهٔ تبلیغ اندیشه‌های سیاسی و مذهبی و فلسفی خود قرار داده، با این تفاوت که شعر کسایی مناقب و مراثی به مذاق شیعه دوازده امامی بوده، و ناصرخسرو «حجت» و مبلغ شیعهٔ هفت امامی بود، و در میان شیعیان زمینهٔ مناسب‌تری برای تبلیغ افکار خود تصور می‌کرد و شکستن بازار کسایی را لازم می‌شمرد.
سخن کسایی جامعیتی دارد و در آثار بازمانده از او که سیصد و چند بیت است از همهٔ موضوعات شعری عصر او نمونه‌هایی هست از: وصف طبیعت و تغزل، مدح و منقبت و سوگنامه، زهد و حکمت، و هزل و طنز. باخرزی دو بیت شعر عربی هم به نام او آورده‌است. کسایی مردی دانشمند و حکیم و وجودش آراسته به علوم عصر خویش بود. اینکه او را به صفت «حکیم» یادکرده‌اند از نوع لفظ پردازی‌های تذکره‌نویسان نیست و واقعیت دارد.
بدیع‌الزمان فروزانفر دربارهٔ شعر او نوشته‌است: «کسایی از شعرای بزرگ ایران است و به همین مایهٔ اندک که از اشعارش باقی است اندازهٔ وسعت فکر و دقت خیال و حسن بلاغت و براعت طبع او را می‌توان دانست. اشعار کسایی به لطافت و دقت تشبیه ممتاز است و در این فن عدهٔ کمی به پایهٔ او می‌رسند. ناصرخسرو در موارد متعدد از کسایی اسم می‌برد و با او در نظم اظهار معارضه می‌کند»
شفیعی کدکنی در بارهٔ کسایی چنین می‌نویسد: «از نظر صور خیال و انواع تصویر به ویژه در زمینهٔ طبیعت، شعر کسایی بهترین شعری است که از گویندگان قرن چهارم در دست داریم. جای دریغ است که دیوان این شاعر از میان رفته و جز چند قطعهٔ پراکنده شعری از او باقی نمانده‌است اما در میان همان شعرهای باقی‌مانده همه جا خصایص برجستهٔ شعر قرن چهارم را به کاملترین وصفی مشاهده می‌کنیم.»

## نمونه‌هایی از شعر کسایی مروزی
| به سیصدوچهل‌ویک رسید نوبت سال          |  | چهارشنبه و سه روز باقی از شوال       |
| بیامدم به جهان تا چه گویم و چه کنم؟   |  | سرود گویم و شادی کنم، به نعمت و مال  |
| ستوروار، بدین‌سان گذاشتم همه عمر       |  | که برده‌گشتهٔ فرزندم و اسیر عیال       |
| به کف چه دارم از این پنجَهِ شمرده تمام  |  | شمار نامه با صدهزار گونه وبال        |
| من این شمار به آخر چگونه فصل کنم      |  | که ابتداش دروغ است و انتهاش خِجال؟    |
| درم‌خریدهٔ آزم، ستم‌رسیدهٔ حرص            |  | نشانهٔ حدثانم شکار ذلّ سؤال            |
| دریغ فرِّ جوانی، دریغ عمرِ لطیف          |  | دریغ صورتِ نیکو، دریغ حسن و جمال      |
| کجا شد آن‌همه خوبی؟ کجا شد آن‌همه عشق؟  |  | کجا شد آن‌همه نیرو؟ کجا شدآن همه حال؟ |
| سرم به‌گونهٔ شیر است و دل به‌گونهٔ قی     |  | رخم به‌گونهٔ نیل است و تن به‌گونهٔ نال   |
| نهیب مرگ بلرزانَدم همی شب و روز        |  | چو کودکانِ بدآموز را نهیبِ دوال        |
| گذاشتیم و گذشتیم و بودنی همه بود      |  | شدیم و شد سخن ما فسانهٔ اطفال         |
| ایا کسائی، پنجاه بر تو پنجه گذارد     |  | بکَند بال تو را زخم پنجه و چنگال      |
| تو گر به مال و اَمَل بیش‌ازاین نداری میل |  | جدا شو از اَمَل و گوشِ وقتِ خویش بمال    |

| گل نعمتی است هدیه‌فرستاده از بهشت   |  | مردم کریم‌تر شود اندر نعیم گل     |
| ای گل‌فروش، گل چه فروشی به‌جای سیم؟! |  | وز گل عزیزتر چه ستانی به سیم گل؟ |

| دستش از پرده برون آمد، چون عاجِ سپید |  | گفتی از میغ همی تیغ زند زهره و ماه |
| پشت دستش به‌مَثَل چون شکم قاقم، نرم    |  | چون دُم قاقم کرده سرِ انگشت سیاه     |

| ای ز عکس رخ تو آینه ماه  |  | شاهِ حُسنی و عاشقانت سپاه     |
| هرکجا بنگری، دمد نرگس    |  | هرکجا بگذری، برآید ماه      |
| روی و موی تو نامهٔ خوبی‌ست |  | چه بُوَد نامه جز سپید و سیاه؟ |
| به لب و چشم راحتی و بلا  |  | به رخ و زلف توبه‌ای و گناه   |
| دست ظالم ز سیم کوته بِه   |  | ای به رخ سیم، زلف کن کوتاه  |

| مدحت کن و بستای کسی را که پیمبر        |  | بستود و ثنا کرد و بدو داد همه کار |
| آن کیست بدین حال و که بوده‌ست و که باشد |  | جز شیر خداوندِ جهان، حیدر کرار؟    |
| این دین هدی را به‌مَثَل دایره‌ای دان       |  | پیغمبر ما مرکز و حیدر خطِ پرگار    |
| علم همه عالم به علی داد پیمبر          |  | چون ابر بهاری که دهد سیل به گلزار |

| از خضاب من و از موی سیه‌کردنِ من     |  | گر همی رنج خوری، بیش خور و رنج مبر |
| غرضم زین نه جوانی‌ست، بترسم که ز من |  | خِرَدِ پیران جویند و نیابند اثر       |

| به جام اندر تو پنداری روان است |  | ولیکن گر روان دارد روانی  |
| به ماهی ماند آبستن به مریخ     |  | بزاید چون به پیش لب رسانی |

## پانوشت‌ها
1. ↑  کسایی مروزی، زندگی، اندیشه و شعر او، ص ۱۸
2. ↑  فروخ، عمر (۱۹۸۴). تاریخ الأدب العربی (PDF). ج. سوم. بیروت: دارالعلم للملایین. صص. ۴۰۴. تاریخ وارد شده در |سال= را بررسی کنید (کمک)
3. 1 2  سخن و سخنوران، ص ۳۸
4. ↑  کسایی مروزی، زندگی، اندیشه و شعر او، ص ۱۹–۲۱
5. ↑  کسایی مروزی، زندگی، اندیشه و شعر او، ص ۲۱–۲۶
6. ↑  کسایی مروزی، زندگی، اندیشه و شعر او، ص ۳۱
7. ↑  کسایی مروزی، زندگی، اندیشه و شعر او، ص ۳۳
8. ↑  کسایی مروزی، زندگی، اندیشه و شعر او، ص ۳۴
9. ↑  صور خیال در شعر فارسی، ص ۳۴۲